# Vancouver Canucks 2009-2010
La stagione 2009-2010 è la 39ª che i Vancouver Canucks giocano nella NHL.

## Eventi della stagione

### Pre-season
La prima partita della Pre-season contro i New York Islanders si è svolta a nella cittadina Terrace, Columbia Britannica per lanciare il torneo Kraft Hockeyville.

### Regular-season
Durante la stagione 2009-2010, si sono svolte le Olimpiadi invernali 2010 a Vancouver. Fu prima volta che i giochi olimpici hanno utilizzato uno stadio NHL; per questo i Canucks dovuto giocare 14 partite in 6 settimane tutte in trasferta, il "Road Trip" più lungo nella storia NHL, dal 27 gennaio al 13 marzo 2010 per consentire l'uso dell'arena General Motors Place per il torneo di hockey su ghiaccio olimpico.

### Play-Off
Per la prima volta nella loro storia, nel corso della stagione 2009-2010, i Canucks, dopo la stagione del Lockout. si qualificano ai play off per due stagioni consecutive (Back to Back),

## Pre-season
I Canucks nella fase dei Training Camps hanno disputato 9 partite con un bilancio complessivo di 7 vittorie e 2 sconfitte.
Partite di preparazione 7-0-2 (in Casa 4-0-1; in trasferta 3-0-1)
| Terrace 14 settembre 2009 | New York Islanders | 1 – 2 | Vancouver Canucks | (1 200 spett.) |

| Anaheim 17 settembre 2009 | Vancouver Canucks | 3 – 0 | Anaheim Ducks | Honda Center (14 528 spett.) |

| San Jose 18 settembre 2009 | Vancouver Canucks | 6 – 2 | San Jose Sharks | HP Pavilion (15 782 spett.) |

| Vancouver 19 settembre 2009 | Edmonton Oilers | 1 – 3 | Vancouver Canucks | General Motors Place (18 810 spett.) |

| Vancouver 21 settembre 2009 | Calgary Flames | 4 – 5 (d.t.s.) | Vancouver Canucks | General Motors Place (18 810 spett.) |

| Vancouver 23 settembre 2009 | San Jose Sharks | 3 – 4 (d.t.s.) | Vancouver Canucks | General Motors Place (18 810 spett.) |

| Vancouver 24 settembre 2009 | Anaheim Ducks | 3 – 2 (d.t.s.) | Vancouver Canucks | General Motors Place (18 810 spett.) |

| Calgary 26 settembre 2009 | Vancouver Canucks | 2 – 1 (d.t.s.) | Calgary Flames | Pengrowth Saddledome (19 289 spett.) |

| Edmonton 19 settembre 2009 | Vancouver Canucks | 4 – 5 | Edmonton Oilers | Rexall Place (16 839 spett.) |

## Regular Season

### Classifica della Western Division
(Aggiornato: 14 marzo 2010)
|   | Squadra            | G  | V  | P  | PS | GF  | GS  | Pt |
| - | ------------------ | -- | -- | -- | -- | --- | --- | -- |
| 1 | Vancouver Canucks  | 69 | 43 | 23 | 3  | 228 | 176 | 89 |
| 2 | Colorado Avalanche | 68 | 39 | 23 | 6  | 204 | 179 | 84 |
| 3 | Calgary Flames     | 68 | 34 | 25 | 9  | 173 | 170 | 77 |
| 4 | Minnesota Wild     | 68 | 33 | 29 | 6  | 188 | 197 | 72 |
| 5 | Edmonton Oilers    | 68 | 21 | 40 | 7  | 171 | 236 | 49 |

LEGENDA:
G=Giocate, V=Vinte, PS=Perse ai suppl., P=Perse, GF=Gol Fatti, GS=Gol Subiti, Pt=Punti

### Statistiche

#### Giocatori
| Nome               | PG | G  | A  | Pts | +/- | PIM |
| ------------------ | -- | -- | -- | --- | --- | --- |
| Henrik Sedin       | 82 | 29 | 83 | 112 | +35 | 48  |
| Daniel Sedin       | 63 | 29 | 56 | 85  | +36 | 28  |
| Ryan Kesler        | 82 | 25 | 50 | 75  | +1  | 104 |
| Alexandre Burrows  | 82 | 35 | 32 | 67  | +34 | 121 |
| Mikael Samuelsson  | 74 | 30 | 23 | 53  | +10 | 64  |
| Mason Raymond      | 82 | 25 | 28 | 53  | 0   | 48  |
| Christian Ehrhoff  | 80 | 14 | 30 | 44  | +36 | 42  |
| Alexander Edler    | 76 | 5  | 37 | 42  | 0   | 40  |
| Sami Salo          | 68 | 9  | 19 | 28  | +14 | 18  |
| Kyle Wellwood      | 75 | 14 | 11 | 25  | +6  | 12  |
| Steve Bernier      | 59 | 11 | 11 | 22  | 0   | 21  |
| Kevin Bieksa       | 55 | 3  | 19 | 22  | -5  | 85  |
| Pavol Demitra      | 28 | 3  | 13 | 16  | +3  | 0   |
| Jannik Hansen      | 47 | 9  | 6  | 15  | -5  | 18  |
| Willie Mitchell    | 48 | 4  | 8  | 12  | +13 | 48  |
| Michael Grabner    | 20 | 5  | 6  | 11  | +2  | 8   |
| Tanner Glass       | 67 | 4  | 7  | 11  | +5  | 115 |
| Rick Rypien        | 69 | 4  | 4  | 8   | -3  | 126 |
| Shane O'Brien      | 65 | 2  | 6  | 8   | +15 | 79  |
| Ryan Johnson       | 58 | 1  | 4  | 5   | -4  | 12  |
| Mathieu Schneider  | 17 | 2  | 3  | 5   | 0   | 12  |
| Aaron Rome         | 49 | 0  | 4  | 4   | -2  | 24  |
| Matt Pettinger     | 9  | 1  | 2  | 3   | +3  | 6   |
| Brad Lukowich      | 13 | 1  | 1  | 2   | +5  | 4   |
| Nolan Baumgartner  | 12 | 1  | 1  | 2   | +7  | 2   |
| Darcy Hordichuk    | 56 | 1  | 1  | 2   | -7  | 142 |
| Andrew Alberts     | 14 | 1  | 1  | 2   | -1  | 13  |
| Alexandre Bolduc   | 15 | 0  | 0  | 0   | -3  | 13  |
| Guillaume Desbiens | 1  | 0  | 0  | 0   | 0   | 2   |
| Mario Bliznak      | 2  | 0  | 0  | 0   | -2  | 0   |
| Sergei Shirokov    | 6  | 0  | 0  | 0   | -4  | 2   |
| Evan Oberg         | 2  | 0  | 0  | 0   | 0   | 0   |

LEGENDA:
PG= Partite Giocate, G= Goal, A= Assist, Pts=Punti, PMI=Penalità in Minuti

#### Portieri
| Nome            | PG | Min   | V  | S  | SOT | GA  | GAA  | SA   | SV   | Sv%  | SO |
| --------------- | -- | ----- | -- | -- | --- | --- | ---- | ---- | ---- | ---- | -- |
| Roberto Luongo  | 68 | 3,899 | 40 | 22 | 4   | 167 | 2.57 | 1915 | 1748 | .913 | 4  |
| Andrew Raycroft | 21 | 967   | 9  | 5  | 1   | 39  | 2.42 | 438  | 399  | .911 | 1  |
| Cory Schneider  | 2  | 79    | 0  | 1  | 0   | 5   | 3.80 | 59   | 54   | .915 | 0  |

LEGENDA:
PG= Partite Giocate; Min= Minuti giocati, V=vittoria, S=Sconfitta, SOT=Sconfitta nei tempi supplementari, GA= Goal Subiti, GAA= Media di goal subiti, SA=Tiri ricevuti, SV=tiri parati, SV%=Percentuale di parata, SO=Shutouts

## Playoffs
Quarti di finale Western ConferenceVacouver Canucks - Los Angeles Kings 4-2
| Vancouver 15 aprile 2010 | Los Angeles Kings | 2 – 3 (0-0;2-2;0-0;0-1) (d.t.s.) referto | Vancouver Canucks | General Motors Place (18 810 spett.) |

| Vancouver 17 aprile 2010 | Los Angeles Kings | 3 – 2 (0-2;2-0;0-0;1-0) (d.t.s.) referto | Vancouver Canucks | General Motors Place (18 810 spett.) |

| Los Angeles 19 aprile 2010 | Vancouver Canucks | 3 – 5 (1-1;1-3;1-1) referto | Los Angeles Kings | Staples Center (18 264 spett.) |

| Los Angeles 21 aprile 2010 | Vancouver Canucks | 6 – 4 (0-1;2-2;4-1) referto | Los Angeles Kings | Staples Center (18 322 spett.) |

| Vancouver 23 aprile 2010 | Los Angeles Kings | 2 – 7 (1-2;0-2;1-3) referto | Vancouver Canucks | General Motors Place (18 810 spett.) |

| Los Angeles 25 aprile 2010 | Vancouver Canucks | 4 – 2 (0-1;1-1;3-0) referto | Los Angeles Kings | Staples Center (18 287 spett.) |

Semifinale Western ConferenceVacouver Canucks - Chicago Blackhawks 2-4
| Chicago 1º maggio 2010 | Vancouver Canucks | 5 – 1 (2-0;3-0;0-1) referto | Chicago Blackhawks | United Center (22 256 spett.) |

| Chicago 3 maggio 2010 | Vancouver Canucks | 2 – 4 (2-1;0-0;0-3) referto | Chicago Blackhawks | United Center (22 256 spett.) |

| Vancouver 5 maggio 2010 | Chicago Blackhawks | 5 – 2 (2-0;1-2;2-0) referto | Vancouver Canucks | General Motors Place (18 810 spett.) |

| Vancouver 7 maggio 2010 | Chicago Blackhawks | 7 – 4 (2-2;3-1;2-1) referto | Vancouver Canucks | General Motors Place (18 810 spett.) |

| Chicago 9 maggio 2010 | Vancouver Canucks | 4 – 1 (2-0;1-0;1-1) referto | Chicago Blackhawks | United Center (22 256 spett.) |

| Vancouver 11 maggio 2010 | Chicago Blackhawks | 5 – 1 (0-0;3-0;2-1) referto | Vancouver Canucks | General Motors Place (18 810 spett.) |

### Statistiche

#### Giocatori
| Nome              | PG | G | A  | Pts | +/- | PIM |
| ----------------- | -- | - | -- | --- | --- | --- |
| Mikael Samuelsson | 12 | 8 | 7  | 15  | +7  | 16  |
| Daniel Sedin      | 12 | 5 | 9  | 14  | +4  | 12  |
| Henrik Sedin      | 12 | 3 | 11 | 14  | +3  | 6   |
| Ryan Kesler       | 12 | 1 | 9  | 10  | +3  | 4   |
| Kevin Bieksa      | 12 | 3 | 5  | 8   | +2  | 14  |
| Christian Ehrhoff | 12 | 3 | 4  | 7   | -1  | 8   |
| Kyle Wellwood     | 12 | 2 | 5  | 7   | -1  | 0   |
| Pavol Demitra     | 11 | 2 | 4  | 6   | +2  | 4   |
| Sami Salo         | 12 | 1 | 5  | 6   | +2  | 2   |
| Alexandre Burrows | 12 | 3 | 3  | 6   | +4  | 22  |
| Alexander Edler   | 12 | 2 | 4  | 6   | +9  | 10  |
| Steve Bernier     | 12 | 4 | 1  | 5   | -1  | 0   |
| Mason Raymond     | 12 | 3 | 1  | 4   | 0   | 6   |
| Shane O'Brien     | 12 | 1 | 2  | 3   | +3  | 25  |
| Jannik Hansen     | 12 | 1 | 2  | 3   | +1  | 4   |
| Andrew Alberts    | 10 | 0 | 1  | 1   | +1  | 27  |
| Rick Rypien       | 7  | 0 | 1  | 1   | +1  | 7   |
| Michael Grabner   | 9  | 1 | 0  | 1   | +2  | 0   |
| Nolan Baumgartner | 1  | 0 | 0  | 0   | 0   | 0   |
| Ryan Johnson      | 4  | 0 | 0  | 0   | -2  | 2   |
| Matt Pettinger    | 1  | 0 | 0  | 0   | 0   | 0   |
| Aaron Rome        | 1  | 0 | 0  | 0   | 0   | 0   |
| Tanner Glass      | 4  | 0 | 0  | 0   | 0   | 0   |

LEGENDA:
PG= Partite Giocate, G= Goal, A= Assist, Pts=Punti, PMI=Penalità in Minuti

#### Portieri
| Nome            | PG | Min | V | S | SOT | GA   | GAA | SA  | SV   | Sv% | SO |
| --------------- | -- | --- | - | - | --- | ---- | --- | --- | ---- | --- | -- |
| Roberto Luongo  | 12 | 707 | 6 | 6 | 38  | 3.22 | 362 | 324 | .895 | 0   |    |
| Andrew Raycroft | 1  | 25  | 0 | 1 | 1   | 2.40 | 7   | 6   | .857 | 0   |    |

LEGENDA:
PG= Partite Giocate; Min= Minuti giocati, V=vittoria, S=Sconfitta, SOT=Sconfitta nei tempi supplementari, GA= Goal Subiti, GAA= Media di goal subiti, SA=Tiri ricevuti, SV=tiri parati, SV%=Percentuale di parata, SO=Shutouts

## Giocatori

### Roster
| N. | Naz.                   | Ruolo | Nome                  | Anno | Alt. | Peso | Tiro |
| -- | ---------------------- | ----- | --------------------- | ---- | ---- | ---- | ---- |
| 1  | Canada (bandiera)      | P     | Roberto Luongo - C    | 1979 | 190  | 93   | L    |
| 3  | Canada (bandiera)      | D     | Kevin Bieksa          | 1981 | 185  | 88   | R    |
| 5  | Germania (bandiera)    | D     | Christian Ehrhoff     | 1982 | 188  | 92   | L    |
| 6  | Finlandia (bandiera)   | D     | Sami Salo - A         | 1974 | 191  | 98   | R    |
| 8  | Canada (bandiera)      | D     | Willie Mitchell - A - | 1977 | 190  | 95   | L    |
| 10 | Canada (bandiera)      | A     | Ryan Johnson          | 1976 | 185  | 93   | L    |
| 14 | Canada (bandiera)      | A     | Alexandre Burrows     | 1981 | 185  | 86   | L    |
| 15 | Canada (bandiera)      | A     | Tanner Glass          | 1983 | 185  | 94   | L    |
| 17 | Stati Uniti (bandiera) | A     | Ryan Kesler - A       | 1984 | 188  | 94   | R    |
| 18 | Canada (bandiera)      | A     | Steve Bernier         | 1985 | 188  | 102  | R    |
| 21 | Canada (bandiera)      | A     | Mason Raymond         | 1985 | 183  | 83   | L    |
| 22 | Svezia (bandiera)      | A     | Daniel Sedin          | 1980 | 186  | 84   | L    |
| 23 | Svezia (bandiera)      | D     | Alexander Edler       | 1986 | 193  | 100  | L    |
| 24 | Canada (bandiera)      | A     | Darcy Hordichuk       | 1980 | 185  | 98   | L    |
| 26 | Svezia (bandiera)      | A     | Mikael Samuelsson     | 1976 | 188  | 99   | R    |
| 29 | Canada (bandiera)      | D     | Aaron Rome            | 1983 | 185  | 98   | L    |
| 30 | Canada (bandiera)      | P     | Andrew Raycroft       | 1980 | 183  | 78   | L    |
| 33 | Svezia (bandiera)      | A     | Henrik Sedin - A      | 1980 | 188  | 86   | L    |
| 36 | Danimarca (bandiera)   | A     | Jannik Hansen         | 1986 | 185  | 92   | R    |
| 37 | Canada (bandiera)      | A     | Rick Rypien           | 1984 | 180  | 77   | L    |
| 38 | Slovacchia (bandiera)  | A     | Pavol Demitra         | 1974 | 183  | 93   | L    |
| 40 | Austria (bandiera)     | A     | Michael Grabner       | 1987 | 185  | 85   | L    |
| 41 | Stati Uniti (bandiera) | D     | Andrew Alberts        | 1981 | 196  | 104  | L    |
| 42 | Canada (bandiera)      | A     | Kyle Wellwood         | 1983 | 180  | 84   | R    |
| 44 | Canada (bandiera)      | D     | Nolan Baumgartner     | 1976 | 188  | 93   | R    |
| 49 | Canada (bandiera)      | A     | Alexandre Bolduc -    | 1985 | 188  | 91   | L    |
| 55 | Canada (bandiera)      | D     | Shane O'Brien         | 1983 | 188  | 102  | L    |

Legenda: P = Portiere, D = Difensore, A = Attaccante, L = sinistra, R = destra

### Scelte al Entry Draft
Le scelte fatta dai Canucks durante l'Entry Draft 2009 di Montréal.
| Rd | Nr  | Naz.                   | Nome             | Ruolo | Anno | Squadra                     | Lega    |
| -- | --- | ---------------------- | ---------------- | ----- | ---- | --------------------------- | ------- |
| 1  | 22  | Stati Uniti (bandiera) | Jordan Schroeder | A     | 1990 | University of Minnesota     | WCHA    |
| 2  | 53  | Svezia (bandiera)      | Anton Rödin      | A     | 1990 | Brynäs IF                   | Swe-Jr. |
| 3  | 83  | Canada (bandiera)      | Kevin Connauton  | D     | 1990 | Western Michigan University | CCHA    |
| 4  | 113 | Canada (bandiera)      | Jeremy Price     | D     | 1990 | Nepean Raiders              | CJHL    |
| 5  | 143 | Svezia (bandiera)      | Peter Andersson  | D     | 1991 | Frölunda HC                 | Swe-Jr. |
| 6  | 173 | Stati Uniti (bandiera) | Joe Cannata      | P     | 1990 | Merrimack College           | HEA     |
| 7  | 187 | Canada (bandiera)      | Steven Anthony   | A     | 1991 | Saint John Sea Dogs         | QMJHL   |

Legenda: P = Portiere, D = Difensore, A = Attaccante, Rd = Giro in cui si è fatto la scelta, Nr. = Scelta Assoluta